# グレゴリー・ブーシェラゲム
グレゴリー・ブーシェラゲム（Gregory Bouchelaghem、1978年3月23日 - ）は、フランスの男性総合格闘家。スネーク・チーム所属。空手黒帯。
ノゲイラの師匠ヒカルド・デラヒーバから学んだ柔術テクニックも併せ持っており、PRIDEでは「フランス最強の柔術家」と紹介された。

## 来歴
2006年6月4日、PRIDE 武士道 -其の十一-にて、欠場したユン・ドンシクの代役としてパウロ・フィリオと対戦し、判定負け。
2006年12月9日、CWFCミドル級王座決定戦でゲガール・ムサシと対戦し、パウンドでギブアップ負けを喫し王座獲得に失敗した。

## 戦績
| 総合格闘技 戦績 | 総合格闘技 戦績 | 総合格闘技 戦績 | 総合格闘技 戦績 | 総合格闘技 戦績 | 総合格闘技 戦績 | 総合格闘技 戦績 |
| --------------- | --------------- | --------------- | --------------- | --------------- | --------------- | --------------- |
| 9 試合          | (T)KO           | 一本            | 判定            | その他          | 引き分け        | 無効試合        |
| 5 勝            | 1               | 3               | 1               | 0               | 0               | 0               |
| 4 敗            | 1               | 1               | 2               | 0               | 0               | 0               |

| 勝敗 | 対戦相手                         | 試合結果                       | 大会名                                                          | 開催年月日    |
| ×    | ゲガール・ムサシ                 | 1R 2:20 ギブアップ（パウンド） | Cage Warriors: Enter The Rough House 【CWFCミドル級王座決定戦】 | 2006年12月9日 |
| ×    | パウロ・フィリオ                 | 2R（10分/5分）終了 判定0-3     | PRIDE 武士道 -其の十一- 【ウェルター級グランプリ 1回戦】        | 2006年6月4日  |
| ×    | ホアン・"ジュカオン"・カルネイロ | 5分3R終了 判定1-2              | WCFC: No Guts No Glory 【1回戦】                                | 2006年3月18日 |
| ○    | アンドレイ・シモノフ             | 5分3R終了 判定                 | M-1 MFC: Russia vs. France                                      | 2005年11月3日 |
| ○    | ロバート・ミッチェル             | 2R 3:14 チョークスリーパー     | Cage Warriors: Strike Force 2                                   | 2005年7月16日 |
| ○    | ロス・ポイントン                 | 1R 4:10 チョークスリーパー     | Cage Warriors: Strike Force                                     | 2005年5月21日 |
| ×    | マット・エウィン                 | 4R 2:25 TKO（タオル投入）      | Cage Warriors 7: Showdown 【CWFCミドル級タイトルマッチ】        | 2004年5月9日  |
| ○    | マーク・ウィアー                 | 1R チョークスリーパー          | XFC 2: The Perfect Storm                                        | 2003年11月9日 |
| ○    | ベン・ダンドイス                 | 2R 0:17 TKO（パンチ連打）      | World Absolute Fight 2                                          | 2003年3月22日 |